# 天卫十三
天卫十三（S/1986 U 4），又名羅斯蘭（Rosalind），是环绕天王星运行的一颗卫星。
傳統上所有天王星的英語名字都是以威廉·莎士比亞或亞歷山大·蒲柏的作品中的人物的名稱來命名的，這個傳統是從約翰·赫歇爾開始的一直延用至今。天衛十三的英語名羅斯蘭出自莎士比亞喜劇《皆大歡喜》中，大公爵之女羅斯蘭的名字。

## 概述
1. ↑  .   [2017-03-11]. （原始内容存档于2012-01-24）.